# Gay
Gay là một thuật ngữ chủ yếu để chỉ một người đồng tính luyến ái hoặc có đặc điểm của đồng tính luyến ái. Thuật ngữ ban đầu có nghĩa là 'vô tư', 'vui vẻ', hoặc 'tươi sáng và lòe loẹt'.
Dẫu cho ít ai sử dụng từ để chỉ đồng tính nam có từ cuối thế kỷ 19, song cụm nghĩa này lại ngày càng trở nên thịnh hành đến giữa thế kỷ 20. Trong tiếng Anh hiện đại, gay được dùng làm tính từ và danh từ để chỉ cộng đồng, hoạt động tình dục và văn hóa liên quan đến đồng tính luyến ái. Ở thập niên 1960, gay trở thành từ mà người đồng tính nam ưa thích để miêu tả xu hướng tình dục của họ. Đến cuối thế kỷ 20 và sang đầu thế kỷ 21, từ gay được các nhóm LGBT lớn và cẩm nang phong cách khuyên dùng để miêu tả những người bị thu hút với người cùng giới, dẫu cho nam giới là đối tượng mà từ này thường chỉ ra cụ thể hơn.
Cùng khoảng thời gian ấy, một cách dùng từ mới mang tính miệt thị trở nên phổ biến ở một số nơi trên thế giới. Đối với hầu hết mọi người, từ gay có nghĩa rộng từ mục đích chế nhạo (ví dụ tương đương với 'rác rưởi' hoặc 'ngu ngốc') cho đến hàm ý giễu cợt hoặc chế nhạo nhẹ nhàng (ví dụ tương đương với 'yếu đuối', 'không nam tính' hay 'không thẳng'). Mức độ mở rộng những cách dùng này vẫn chứa hàm ý chỉ đồng tính luyến ái đang gây tranh luận và bị phê phán gay gắt.